# The Prime Time Players
Prime Time Players sono stati una tag team di wrestling attiva in WWE tra il 2012 e il 2014 e, di nuovo, tra il 2015 e il 2016, formata da Darren Young e Titus O'Neil.
I due hanno detenuto una volta il WWE Tag Team Championship.

## Debutto
Il primo match in coppia tra Young e O'Neil avviene a SmackDown, dove sconfiggono Alex Riley e Percy Watson. nella puntata di NXT del 14 marzo vengono sconfitti dagli Usos. successivamente vengono di nuovo sconfitti dagli Usos, grazie ad una distrazione di Tamina ai danni di Young, in questa occasione O'Neil si infuria e dice a Young che è meglio continuare da singoli. Tuttavia nella puntata del 20 aprile di WWE SmackDown i due ritornano insieme e dopo aver annunciato di far parte del roster blu i due sconfiggono gli Usos. Nella puntata del 27 aprile sconfiggono Yoshi Tatsu e Ezekiel Jackson. Nella puntata dell'11 maggio sconfiggono Santino Marella e Zack Ryder. Visto che finora il tag team non aveva un nome, i due annunciano che il nome del team sarà Prime Time Players. Nell'edizione di Superstars del 14 giugno, i Prime Time Players sconfiggono gli Usos.

### Varie faide e separazione (2012–2014)

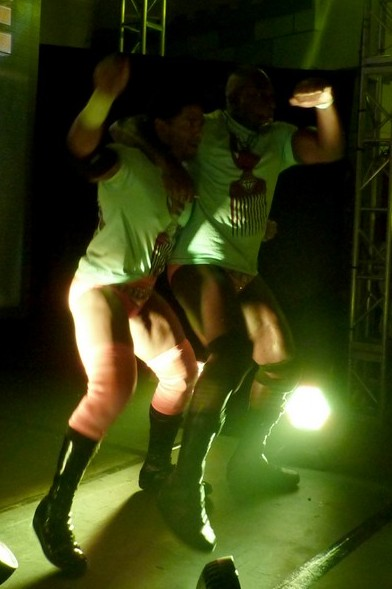
I Prime Time Players nel 2013

A WWE No Way Out 2012, i Prime Time Players vincono un Fatal 4-Way Tag Team Match diventando primi sfidanti ai titoli di coppia, battendo Primo & Epico, Justin Gabriel & Tyson Kidd e gli Usos, grazie all'aiuto di Abraham Washington che blocca Epico durante lo schienamento di Young su Primo. Il giorno dopo, a Raw, i Prime Time Players perdono per count-out contro Epico & Primo, dopo essere fuggiti dalla contesa sotto consiglio di Washington. A Smackdown! il 22 giugno i Prime Time Players vincono contro gli Usos grazie all'intervento di AW e nel backstage vengono attaccati però dai rivali Primo ed Epico. Nella puntata di Raw del 2 luglio i Prime Time Players partecipano ad un Eight-man tag team match facendo squadra con Cody Rhodes e David Otunga ma i 4 vengono sconfitti dal team composto da Christian, Kofi Kingston, R-Truth e Santino Marella. Nella contesa, i Prime Time Players e Rhodes hanno però in realtà abbandonato Otunga da solo, permettendo la facile vittoria del Team Face. L'11 luglio, ad NXT, i Prime Time Players sconfiggono gli Usos. A Money in the Bank 2012, i Prime Time Players vengono sconfitti da Primo & Epico. Nella puntata di Raw successiva al PPV, perdono contro i campioni di coppia Kofi Kingston e R-Truth. La stessa settimana, a SmackDown, I Prime Time Players vincono un 8-man tag team match insieme a Camacho e Hunico contro Epico, Primo, Kofi Kingston e R-Truth]. Il 6 agosto, a Raw, i Prime Time Players vengono battuti da Epico e Primo. Tuttavia, a SmackDown, vincono il match indetto dal General Manager Booker T fra i Prime Time Players ed Epico e Primo per determinare i primi sfidanti ai titoli di coppia, confermando di meritare il match titolato. Nella giornata del 10 agosto, AW viene licenziato dalla WWE, a causa di un comportamento non consono agli standard della compagnia. A SummerSlam, i PTP andranno all'assalto dei titoli di coppia detenuti da R-Truth e Kingston. A SummerSlam vengono sconfitti, non riuscendo a conquistare i titoli. Nella puntata di Raw successiva al PPV del 20 agosto, i Prime Time fanno coppia con Cody Rhodes in un match dove vengono sconfitti da R-Truth, Kofi Kingston e Sin Cara. Successivamente nella puntata di RAW del 10 settembre, vengono sconfitti facilmente da Daniel Bryan e Kane perdendo l'occasione per un assalto ai WWE Tag Team championship. Nel torneo per diventare Tag Team Champions inizialmente vincono contro gli Usos, ma perdono contro Rey Mysterio e Sin Cara venendo eliminati in semifinale. A RAW sconfiggono Zack Ryder e Santino Marella, dimostrandosi comunque di essere validi sfidanti alle cinture. A Saturday Morning Slam, perdono poi contro gli Usos. Stessa cosa, avviene il 25 ottobre a Superstars. A Hell in a Cell, perdono contro Rey Mysterio e Sin Cara. Il giorno dopo, nella puntata di Raw, vengono sconfitti anche da Bryan e Kane. A Main Event, fanno squadra con Alberto Del Rio, ma perdono contro Rey Mysterio, Sin Cara e Randy Orton. Nella puntata di Raw seguente, fanno squadra con Antonio Cesaro, perdendo contro Mysterio, Cara e R-Truth in un 6-man tag team match. A Smackdown lottano contro il Team Hell No, venendo sconfitti. Durante il mese di agosto aprono e vincono una faida con i Real Americans (Jack Swagger e Antonio Cesaro) effettuando un Turn Face. Parteciperanno ad un Turmoil Tag Team Match a Night of Champions contro i Real Americans, i 3MB, i Tons of Funk e gli Usos per determinare chi nella stessa serata affronti Seth Rollins e Roman Reigns per il WWE Tag Team Championship. Nella puntata di Smackdown del 1º novembre vengono sconfitti dalla Wyatt Family. Il 30 gennaio a SmackDown, dopo aver perso contro i RybAxel, O'Neil attacca Young effettuando un turn heel segnando la fine del loro team.

### Riunione e scioglimento (2015–2016)

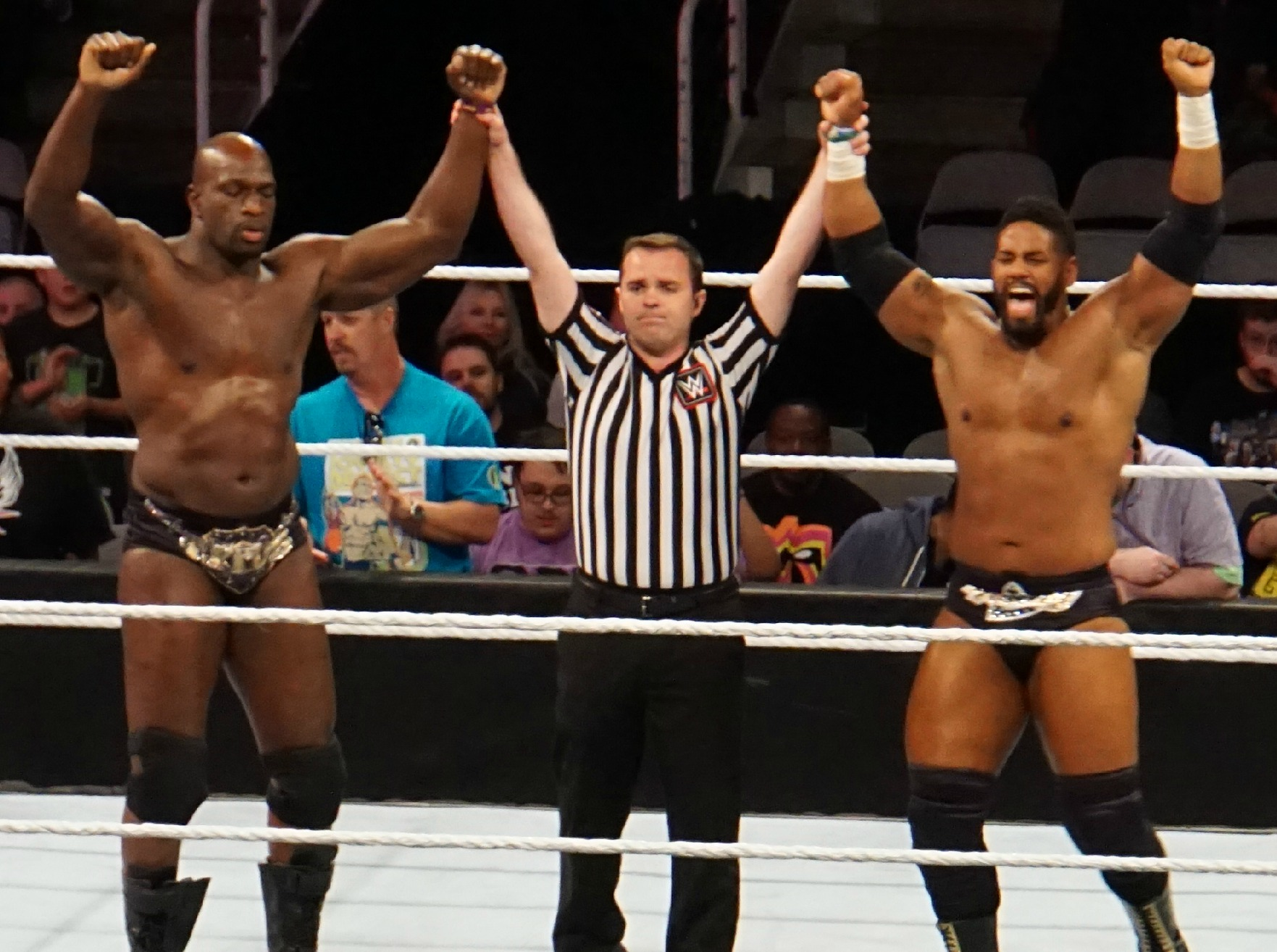
I Prime Time Players nel 2015

Nella puntata di Raw del 16 febbraio, Young combatte assieme ad un partner misterioso contro gli Ascension, ma questi attaccano Young e il suo partner prima che la campanella suoni; in aiuto dei due interviene Titus O'Neil che insieme a Young riesce a cacciare fuori dal quadrato gli Ascension formando un'altra volta i Prime Time Players e questo segna la reunion tra i due, oltre che un loro turn face. A Money In the Bank del 14 giugno hanno sconfitto i New Day (Big E, Xavier Woods e Kofi Kingston con i primi due che hanno difeso i titoli in questa occasione), vincendo il titolo per la prima volta. A Battleground hanno difeso i titoli contro gli ex campioni del New Day (questa volta a combattere erano Big E e Kofi Kingston). A SummerSlam del 23 agosto si è svolto un Fatal 4-Way match con in palio il WWE Tag Team Championship che comprendeva anche i Los Matadores, i Lucha Dragons (Kalisto e Sin Cara) e i New Day dove questi ultimi hanno trionfato; i Prime Time Players non sono riusciti nell'impresa abbandonando i titoli nelle mani dei New Day, dopo vari match post SummerSlam. Nella puntata di SmackDown del 5 novembre affrontano, con i Lucha Dragons, la Wyatt Family (Bray Wyatt, Braun Strowman, Erick Rowan e Luke Harper) in un Traditional Survivor Series Tag Team Elimination Match ma vengono pesantemente sconfitti (venendo tutti e quattro eliminati, mentre la Wyatt Family non ha perso neanche uno dei suoi membri). Nella puntata di Raw del 23 novembre, assieme a Goldust, affrontano e sconfiggono gli Ascension e Stardust. Tornano in coppia il 2 febbraio 2016 a Main Event dove, insieme agli Usos, sconfiggono gli Ascension, Stardust e Tyler Breeze.
Pur non essendosi separati ufficialmente, i Prime Time Players non hanno più combattuto dal 2 febbraio del 2016 e sia O'Neil che Young sono stati visti combattere esclusivamente in singolo, soprattutto dopo che il primo è stato sospeso l'8 febbraio per una controversia con Vince McMahon.

## Nel wrestling

### Mosse finali
- Ghetto Blaster (Backbreaker hold (O'Neil) + Diving elbow drop (Young)
- Powerbomb (O'Neil) + Diving clothesline (Young)

### Soprannomi
- "The Big/Real Deal" (O'Neil)
- "The Roughest, Toughest, and Most Entertaining Tag Team in the WWE" (Young e O'Neil)
- "Mr. No Days Off" (Young)

### Manager
- Abraham Washington

### Musiche d'ingresso
- "Move (Get It In)" di Woo Child (1º febbraio 2012–3 dicembre 2012)
- "Making Moves" dei Sugar Tongue Slim (3 dicembre 2012–31 gennaio 2014; 16 febbraio 2015–2 febbraio 2016)

## Titoli e riconoscimenti
- Pro Wrestling Illustrated
  - 82° tra i 500 migliori wrestler secondo PWI (2013) – O'Neil
  - 89° tra i 500 migliori wrestler secondo PWI (2013) – Young
  - Most Inspirational Wrestler of the Year (2013) – Young
- Rolling Stone
  - Most Deserved Push (2015)
- WWE
  - WWE Tag Team Championship (1)

Altri riconoscimenti
- MEGA Dad Awards
  - MEGA Celebrity Dad of the Year (2015) – O'Neil